# مرحلة المجموعات في كأس الاتحاد الآسيوي 2016
لعبت مرحلة المجموعات في كأس الاتحاد الآسيوي 2016 في الفترة من 23 فبراير إلى 11 مايو 2016. تنافس ما مجموعه 32 فريقاً في مرحلة المجموعات لتحديد الأماكن الـ16 في مرحلة خروج المغلوب من كأس الاتحاد الآسيوي 2016.

## القرعة
عقدت قرعة مرحلة المجموعات في 10 ديسمبر 2015، 15:00 MYT (ت ع م+8)، في فندق بيتالينغ جايا هيلتون في كوالالمبور، ماليزيا. قسمت الفرق الـ32 إلى ثماني مجموعات من أربعة. لم يكن بالإمكان وضع فرق من نفس الاتحاد في نفس المجموعة.
تم تحديد تصنيف كل فريق في القرعة حسب اتحادهم ومركز تأهلهم ضمن اتحادهم. آلية القرعة على النحو التالي:
- لمنطقة الغرب، عقدت قرعة للاتحادات الثلاثة بمشتركين اثنين مباشرين (العراق، الأردن، عمان) لتحديد أصحاب المركز 1 في الترتيب للمجموعات أ، ب وج. ثم خصصت الفرق المتبقية في المجموعات وفقاً للقواعد التي حددها الاتحاد الآسيوي لكرة القدم.
- لمنطقة الشرق، عقدت قرعة للاتحادات السبعة بمشتركين اثنين مباشرين (هونغ كونغ، ميانمار، ماليزيا، الهند، سنغافورة، المالديف، الفلبين) لتحديد الاتحادات الأربعة التي تحتل المركزين 1 و2، مع وضع أصحاب المركز 1 في الترتيب للمجموعات ر، س، ص وط، والاتحادات الثلاثة التي تحتل المركزين 3 و4، مع وضع أصحاب المركز 3 في الترتيب للمجموعات ر، س وص. ثم خصصت الفرق المتبقية في المجموعات وفقاً للقواعد التي حددها الاتحاد الآسيوي لكرة القدم.

دخلت الفرق الـ32 التالية (16 من منطقة الغرب، 16 من منطقة الشرق) إلى قرعة مرحلة المجموعات، التي شملت المشتركين مباشرة الـ28 والفائزين الأربعة من المباريات الفاصلة التأهيلية، الذين لم تعرف هويتهم في وقت القرعة.
| المنطقة                    | المركز 1            | المركز 2        | المركز 3          | المركز 4                                                  |
| -------------------------- | ------------------- | --------------- | ----------------- | --------------------------------------------------------- |
| منطقة الغرب (المجموعة أ–د) | نفط الوسط           | القوة الجوية    | الجيش             | الحد (فائز المباراة الفاصلة 1)                            |
| منطقة الغرب (المجموعة أ–د) | الوحدات[A]          | الفيصلي         | شباب الظاهرية     | طرابلس (فائز المباراة الفاصلة 2)                          |
| منطقة الغرب (المجموعة أ–د) | العروبة             | نادي فنجاء      | استقلال           | الوحدة (فائز المباراة الفاصلة 3)                          |
| منطقة الغرب (المجموعة أ–د) | المحرق              | العهد           | ألتين أسير        | أهلي الخليل (فائز المباراةا لفاصلة 4)                     |
| منطقة الشرق (المجموعة ر–ط) | كيتشي[A]            | جنوب الصين      | يانغون يونايتد[A] | آيايوادي يونايتد                                          |
| منطقة الشرق (المجموعة ر–ط) | جوهر دار التعظيم[A] | سلانغور         | نيو راديانت       | مازيا                                                     |
| منطقة الشرق (المجموعة ر–ط) | موهون باغان[A]      | بنغالورو إف سي  | سيريس             | كايا                                                      |
| منطقة الشرق (المجموعة ر–ط) | تامبينز روفرز[A]    | باليستيير خالسا | لاو تويوتا إف سي  | شيخ جمال دهانموندي (فائز المرحلة التأهيلية المجموعة ب)[B] |

ملاحظات
1. ^ أ ب ج د ر س لعبت الفرق في المباريات الفاصلة التأهيلية في دوري أبطال آسيا 2016، لكنها فشلت في التقدم إلى مرحلة المجموعات في دوري أبطال آسيا (لو كانوا تقدموا إلى مرحلة المجموعات في دوري أبطال آسيا، فكان سيتم استبدالهم بفريق آخر من نفس الاتحاد في مرحلة المجموعات في كأس الاتحاد الآسيوي).
2. ^ تقدم شيخ جمال دهانموندي مباشرة إلى مرحلة المجموعات بسبب قلة الفرق في منطقة الشرق.

## النظام
في مرحلة المجموعات، لعبت كل مجموعة على أساس التحدي ذهاباً وإياباً. تقدم الفائز والوصيف من كل مجموعة إلى دور الـ16.

### كسر التعادل
تم ترتيب الفرق وفقاً للنقاط (3 نقاط للفوز، نقطة واحدة للتعادل، لا شيء للخسارة). في حالة التعادل في النقاط، تم تطبيق كسر التعادل في الترتيب التالي: (مادة اللوائح 11.5):
1. أكبر عدد من النقاط حصل عليها في مباريات المجموعة بين الفرق المعنية؛
2. فارق الأهداف الناتج من مباريات المجموعة بين الفرق المعنية؛
3. أكبر عدد من الأهداف المسجلة في مباريات المجموعة بين الفرق المعنية؛
4. أكبر عدد من الأهداف الخارجية المسجلة في مباريات المجموعة بين الفرق المعنية؛
5. إذا، بعد تطبيق المعايير 1 إلى 4، وكانت الفرق لا تزال لديها ترتيب متساوي، يعاد تطبيق المعايير 1 إلى 4 حصراً للمباريات بين الفرق المعنية لتحديد الترتيب النهائي. إذا لم يكن هذا الإجراء يؤدي إلى قرار، تطبق المعايير 6 إلى 10؛
6. فارق الأهداف في جميع مباريات المجموعة؛
7. أكبر عدد من الأهداف المسجلة في جميع مباريات المجموعة؛
8. ركلات الجزاء الترجيحية إذا كان فريقين فقط معنيين، وكلاهما على ميدان اللعب؛
9. أقل درجة تحسب وفقاً لعدد البطاقات الصفراء والحمراء التي تم الحصول عليها في مباريات المجموعات (نقطة واحدة للحصول على بطاقة صفراء واحدة و3 نقاط للحصول على بطاقة حمراء نتيجة بطاقتين صفراء و3 نقاط للحصول على بطاقة حمراء مباشرة، و4 نقاط للحصول على بطاقة صفراء تتبعها بطاقة حمراء مباشرة)؛
10. الفريق الذي ينتمي إلى اتحاد عضو لديه ترتيب أعلى في الاتحاد الآسيوي لكرة القدم.

## الجدول الزمني
الجدول الزمني لكل الجولة على النحو التالي.
| الجولة   | التواريخ          | المباريات                          |
| -------- | ----------------- | ---------------------------------- |
| الجولة 1 | 23–24 فبراير 2016 | فريق 1 ضد فريق 4، فريق 3 ضد فريق 2 |
| الجولة 2 | 8–9 مارس 2016     | فريق 4 ضد فريق 3، فريق 2 ضد فريق 1 |
| الجولة 3 | 15–16 مارس 2016   | فريق 4 ضد فريق 2، فريق 1 ضد فريق 3 |
| الجولة 4 | 12–13 أبريل 2016  | فريق 2 ضد فريق 4، فريق 3 ضد فريق 1 |
| الجولة 5 | 26–27 أبريل 2016  | فريق 4 ضد فريق 1، فريق 2 ضد فريق 3 |
| الجولة 6 | 10–11 مايو 2016   | فريق 1 ضد فريق 2، فريق 3 ضد فريق 4 |

## المجموعات

### المجموعة أ
| م | الفريق     | لعب | ف | ت | خ | أ.له | أ.ع | أ.ف | نقاط | التأهل             |     | AHE | WEH | HID | ALT |
| - | ---------- | --- | - | - | - | ---- | --- | --- | ---- | ------------------ | --- | --- | --- | --- | --- |
| 1 | العهد      | 6   | 4 | 0 | 2 | 14   | 9   | +5  | 12   | مرحلة خروج المغلوب |     | —   | 3–2 | 1–0 | 3–0 |
| 2 | الوحدات    | 6   | 2 | 2 | 2 | 10   | 12  | −2  | 8    | مرحلة خروج المغلوب |     | 3–2 | —   | 2–0 | 1–1 |
| 3 | الحد       | 6   | 2 | 1 | 3 | 11   | 12  | −1  | 7    |                    |     | 2–5 | 6–2 | —   | 1–1 |
| 4 | ألتين أسير | 6   | 1 | 3 | 2 | 5    | 7   | −2  | 6    |                    | 2–0 | 0–0 | 1–2 | —   |     |

| ألتين أسير                    | 2–0   | العهد |
| ----------------------------- | ----- | ----- |
| منصور 57' (ه.ذ.) · قرباني 74' | تقرير |       |

| الوحدات                   | 2–0   | الحد |
| ------------------------- | ----- | ---- |
| واغسلي 35' · أبو كبير 55' | تقرير |      |

| العهد                                    | 3–2   | الوحدات               |
| ---------------------------------------- | ----- | --------------------- |
| درامي 31' · زريق 74' · منصور 88' (ركلة.) | تقرير | واغسلي 36' · فيصل 85' |

| الحد    | 1–1   | ألتين أسير  |
| ------- | ----- | ----------- |
| حسن 78' | تقرير | غيلدييف 69' |

| الوحدات    | 1–1   | ألتين أسير |
| ---------- | ----- | ---------- |
| واغسلي 15' | تقرير | قرباني 2'  |

| الحد                     | 2–5   | العهد                                             |
| ------------------------ | ----- | ------------------------------------------------- |
| الداوود 52' · الختال 59' | تقرير | شعيتو 4' · زريق 16' · درامي 61'، 74' · إيغوما 85' |

| العهد     | 1–0   | الحد |
| --------- | ----- | ---- |
| درامي 60' | تقرير |      |

| ألتين أسير | 0–0   | الوحدات |
| ---------- | ----- | ------- |
|            | تقرير |         |

| العهد                            | 3–0   | ألتين أسير |
| -------------------------------- | ----- | ---------- |
| عطوي 28' · شعيتو 36' · منصور 45' | تقرير |            |

| الحد                                                     | 6–2   | الوحدات              |
| -------------------------------------------------------- | ----- | -------------------- |
| أغبا 6'، 45+1' · عدنان 49'، 60'، 64' · سلمان 83' (ركلة.) | تقرير | واغسلي 18' · ذيب 53' |

| الوحدات                         | 3–2   | العهد              |
| ------------------------------- | ----- | ------------------ |
| هشام 22' · مصطفى 32' · فيصل 87' | تقرير | حيدر 3' · زريق 83' |

| ألتين أسير  | 1–2   | الحد                  |
| ----------- | ----- | --------------------- |
| موهادوف 58' | تقرير | الختال 75' · أغبا 76' |

### المجموعة ب
| م | الفريق    | لعب | ف | ت | خ | أ.له | أ.ع | أ.ف | نقاط | التأهل             |     | NAF | FAI | TRI | IST |
| - | --------- | --- | - | - | - | ---- | --- | --- | ---- | ------------------ | --- | --- | --- | --- | --- |
| 1 | نفط الوسط | 6   | 5 | 0 | 1 | 9    | 3   | +6  | 15   | مرحلة خروج المغلوب |     | —   | 1–0 | 1–0 | 2–0 |
| 2 | الفيصلي   | 6   | 3 | 2 | 1 | 10   | 6   | +4  | 11   | مرحلة خروج المغلوب |     | 2–1 | —   | 3–1 | 4–2 |
| 3 | طرابلس    | 6   | 2 | 1 | 3 | 8    | 10  | −2  | 7    |                    |     | 1–3 | 1–1 | —   | 2–1 |
| 4 | استقلال   | 6   | 0 | 1 | 5 | 4    | 12  | −8  | 1    |                    | 0–1 | 0–0 | 1–3 | —   |     |

| استقلال | 0–0   | الفيصلي |
| ------- | ----- | ------- |
|         | تقرير |         |

| نفط الوسط  | 1–0   | طرابلس |
| ---------- | ----- | ------ |
| وليد 90+2' | تقرير |        |

| الفيصلي                   | 2–1   | نفط الوسط |
| ------------------------- | ----- | --------- |
| البخيت 55' · العجالين 78' | تقرير | وليد 90'  |

| طرابلس                 | 2–1   | استقلال    |
| ---------------------- | ----- | ---------- |
| ع. يوسف 58' · فتوح 87' | تقرير | كابلاش 55' |

| نفط الوسط                         | 2–0   | استقلال |
| --------------------------------- | ----- | ------- |
| محمد 45+1' · مارديك مارديكيان 71' | تقرير |         |

| طرابلس    | 1–1   | الفيصلي   |
| --------- | ----- | --------- |
| المال 45' | تقرير | الجدع 84' |

| الفيصلي                                  | 3–1   | طرابلس    |
| ---------------------------------------- | ----- | --------- |
| عبد الرحمن 31' · نهار 33' · الرواشدة 43' | تقرير | المال 78' |

| استقلال | 0–1   | نفط الوسط  |
| ------- | ----- | ---------- |
|         | تقرير | محمد 90+2' |

| الفيصلي                                      | 4–2   | استقلال                   |
| -------------------------------------------- | ----- | ------------------------- |
| بني عطية 33'، 86' · الرفاعي 38' · البخيت 59' | تقرير | كابلاش 69' · عمرباييف 78' |

| طرابلس      | 1–3   | نفط الوسط                               |
| ----------- | ----- | --------------------------------------- |
| ع. يوسف 78' | تقرير | علي 8' (ه.ذ.) · وليد 45+4' · كريم 90+1' |

| نفط الوسط | 1–0   | الفيصلي |
| --------- | ----- | ------- |
| محمد 52'  | تقرير |         |

| استقلال         | 1–3   | طرابلس                               |
| --------------- | ----- | ------------------------------------ |
| فتح اللهئيف 69' | تقرير | س. يوسف 46' · هيليغبي 82' · فتوح 86' |

ملاحظات
1. ^ أ ب ج لم يسمح للفرق من العراق باستضافة مبارياتها البيتية في بلدها بسبب مخاوف أمنية.

### المجموعة ج
| م | الفريق        | لعب | ف | ت | خ | أ.له | أ.ع | أ.ف | نقاط | التأهل             |     | QUW | WAH | DHA | ORU |
| - | ------------- | --- | - | - | - | ---- | --- | --- | ---- | ------------------ | --- | --- | --- | --- | --- |
| 1 | القوة الجوية  | 6   | 5 | 0 | 1 | 15   | 7   | +8  | 15   | مرحلة خروج المغلوب |     | —   | 1–0 | 4–1 | 2–1 |
| 2 | الوحدة        | 6   | 3 | 0 | 3 | 11   | 9   | +2  | 9    | مرحلة خروج المغلوب |     | 5–2 | —   | 0–3 | 2–1 |
| 3 | شباب الظاهرية | 6   | 2 | 1 | 3 | 7    | 10  | −3  | 7    |                    |     | 0–2 | 0–3 | —   | 2–0 |
| 4 | العروبة       | 6   | 1 | 1 | 4 | 5    | 12  | −7  | 4    |                    | 0–4 | 2–1 | 1–1 | —   |     |

1. ↑  مباراة الوحدة × شباب الظاهرية في الجولة 2 (9 مارس 2016) لم تلعب كما كان مقرراً. تم منحها 3–0 للوحدة من قبل اللجنة الانضباطية التابعة للاتحاد الآسيوي لكرة القدم في 28 أبريل 2016، بما أنها وجدت أن شباب الظاهرية هو الطرف المعني بالتسبب في إلغاء المباراة.[7][8] تم العدول عن القرار ومنحت 3–0 لشباب الظاهرية من قبل لجنة الاستئناف التابعة للاتحاد الآسيوي لكرة القدم في 24 يونيو 2016، بما أنها وجدت أن الوحدة هو الطرف المعني بالتسبب في إلغاء المباراة.[9][10]
2. ↑  مباراة شباب الظاهرية × الوحدة في الجولة 6 (11 مايو 2016) لم تلعب كما كان مقرراً. تم منحها 3–0 للوحدة من قبل اللجنة الانضباطية التابعة للاتحاد الآسيوي لكرة القدم في 13 مايو 2016، بما أنها وجدت أن شباب الظاهرية هو الطرف المعني بالتسبب في إلغاء المباراة.[11][12]

| شباب الظاهرية | 0–2   | القوة الجوية  |
| ------------- | ----- | ------------- |
|               | تقرير | أحمد 12'، 41' |

| العروبة                  | 2–1   | الوحدة   |
| ------------------------ | ----- | -------- |
| المطري 54' · اللواتي 89' | تقرير | رافع 88' |

| الوحدة | 0–3 منحت | شباب الظاهرية |
| ------ | -------- | ------------- |
|        | تقرير    |               |

| القوة الجوية        | 2–1   | العروبة  |
| ------------------- | ----- | -------- |
| أحمد 14' · سعيد 66' | تقرير | كوني 77' |

| الوحدة                              | 5–2   | القوة الجوية          |
| ----------------------------------- | ----- | --------------------- |
| رافع 10'، 32'، 55'، 56' · أومري 63' | تقرير | أحمد 59'، 80' (ركلة.) |

| العروبة    | 1–1   | شباب الظاهرية |
| ---------- | ----- | ------------- |
| الشبلي 67' | تقرير | مرجان 31'     |

| شباب الظاهرية       | 2–0   | العروبة |
| ------------------- | ----- | ------- |
| مرجان 4' · فودة 65' | تقرير |         |

| القوة الجوية | 1–0   | الوحدة |
| ------------ | ----- | ------ |
| أحمد 45+1'   | تقرير |        |

| الوحدة                           | 2–1   | العروبة   |
| -------------------------------- | ----- | --------- |
| رافع 45+2' · النكدلي 66' (ركلة.) | تقرير | بيترز 60' |

| القوة الجوية                       | 4–1   | شباب الظاهرية |
| ---------------------------------- | ----- | ------------- |
| أحمد 10'، 61' · واحد 34' · رسن 67' | تقرير | ذياب 79'      |

| العروبة | 0–4   | القوة الجوية                            |
| ------- | ----- | --------------------------------------- |
|         | تقرير | أحمد 52' (ركلة.)، 56'، 78' · العجان 83' |

| شباب الظاهرية | 0–3 منحت | الوحدة |
| ------------- | -------- | ------ |
|               | تقرير    |        |

ملاحظات
1. ^ أ ب ج لم يسمح للفرق من سوريا باستضافة مبارياتها البيتية في بلدها بسبب مخاوف أمنية.
2. ^ أ ب ج لم يسمح للفرق من العراق باستضافة مبارياتها البيتية في بلدها بسبب مخاوف أمنية.
3. ^ طلب الاتحاد الآسيوي لكرة القدم أن تلعب مباراة شباب الظاهرية × الوحدة على أرض محايدة بسبب القيوض المفروضة على دخول السوريين إلى فلسطين.[13] غير أن، شباب الظاهرية لم يستطع تأمين مكان محايد وتم خسارة المباراة.[11]

### المجموعة د
| م | الفريق      | لعب | ف | ت | خ | أ.له | أ.ع | أ.ف | نقاط | التأهل             |     | MHQ | JAI | KHA | FAN |
| - | ----------- | --- | - | - | - | ---- | --- | --- | ---- | ------------------ | --- | --- | --- | --- | --- |
| 1 | المحرق      | 6   | 5 | 1 | 0 | 9    | 3   | +6  | 16   | مرحلة خروج المغلوب |     | —   | 1–0 | 2–1 | 1–0 |
| 2 | الجيش       | 6   | 3 | 1 | 2 | 5    | 3   | +2  | 10   | مرحلة خروج المغلوب |     | 0–2 | —   | 1–0 | 1–0 |
| 3 | أهلي الخليل | 6   | 1 | 2 | 3 | 7    | 11  | −4  | 5    |                    |     | 1–1 | 0–3 | —   | 2–1 |
| 4 | فنجاء       | 6   | 0 | 2 | 4 | 5    | 9   | −4  | 2    |                    | 1–2 | 0–0 | 3–3 | —   |     |

1. ↑  تم إرجاء مباراة أهلي الخليل × الجيش في الجولة 2 (9 مارس 2016) إلى 3 أو 4 مايو 2016، ولكنها لم تلعب كما كان مقرراً. تم منحها 3–0 للجيش من قبل اللجنة الانضباطية التابعة للاتحاد الآسيوي لكرة القدم في 13 مايو 2016، بما أنها وجدت أن أهلي الخليل هو الطرف المعني بالتسبب في إلغاء المباراة.[11][12]

| الجيش    | 1–0   | فنجاء |
| -------- | ----- | ----- |
| قلفا 78' | تقرير |       |

| المحرق                            | 2–1   | أهلي الخليل |
| --------------------------------- | ----- | ----------- |
| شويطر 5' · عبد اللطيف 23' (ركلة.) | تقرير | وادي 15'    |

| فنجاء       | 1–2   | المحرق              |
| ----------- | ----- | ------------------- |
| الحوسني 30' | تقرير | راشد 21' · كانو 73' |

| أهلي الخليل | 0–3 منحت | الجيش |
| ----------- | -------- | ----- |
|             | تقرير    |       |

| أهلي الخليل   | 2–1   | فنجاء          |
| ------------- | ----- | -------------- |
| وادي 24'، 65' | تقرير | المقبالي 90+2' |

| المحرق         | 1–0   | الجيش |
| -------------- | ----- | ----- |
| عبد اللطيف 29' | تقرير |       |

| فنجاء                          | 3–3   | أهلي الخليل             |
| ------------------------------ | ----- | ----------------------- |
| الغساني 15'، 33' · الحوسني 86' | تقرير | ماهر 4'، 62' · وادي 46' |

| الجيش | 0–2   | المحرق                       |
| ----- | ----- | ---------------------------- |
|       | تقرير | عبد اللطيف 34' · غادوييف 47' |

| أهلي الخليل | 1–1   | المحرق        |
| ----------- | ----- | ------------- |
| صالح 60'    | تقرير | تشاتوفيتش 32' |

| فنجاء | 0–0   | الجيش |
| ----- | ----- | ----- |
|       | تقرير |       |

| المحرق        | 1–0   | فنجاء |
| ------------- | ----- | ----- |
| تشاتوفيتش 60' | تقرير |       |

| الجيش     | 1–0   | أهلي الخليل |
| --------- | ----- | ----------- |
| حمدكو 85' | تقرير |             |

ملاحظة
1. ^ أ ب ج الفرق من سوريا لم يسمح لها باستضافة مبارياتها البيتية في بلدها بسبب مخاوف أمنية.
2. ^ أ ب تم تأجيل مباراة أهلي الخليل × الجيش في البداية نظراً لعدم قدرة السوريين في الحصول على تأشيرات الدخول اللازمة للأردن. طلب الاتحاد الآسيوي لكرة القدم أن تلعب في 3 أو 4 مايو على أرض محايدة بسبب القيوض المفروضة على دخول السوريين إلى فلسطين.[13] غير أن، أهلي الخليل لم يستطع تأمين مكان محايد وتم خسارة المباراة.[11]

### المجموعة ر
| م | الفريق             | لعب | ف | ت | خ | أ.له | أ.ع | أ.ف | نقاط | التأهل             |     | CER | TAM | SEL | SJD |
| - | ------------------ | --- | - | - | - | ---- | --- | --- | ---- | ------------------ | --- | --- | --- | --- | --- |
| 1 | سيريس              | 6   | 3 | 3 | 0 | 12   | 4   | +8  | 12   | مرحلة خروج المغلوب |     | —   | 2–1 | 2–2 | 5–0 |
| 2 | تامبينس روفرز      | 6   | 3 | 1 | 2 | 10   | 6   | +4  | 10   | مرحلة خروج المغلوب |     | 1–1 | —   | 1–0 | 4–0 |
| 3 | سلانغور            | 6   | 2 | 2 | 2 | 8    | 8   | 0   | 8    |                    |     | 0–0 | 0–1 | —   | 2–1 |
| 4 | شيخ جمال دهانموندي | 6   | 1 | 0 | 5 | 7    | 19  | −12 | 3    |                    | 0–2 | 3–2 | 3–4 | —   |     |

| سيريس                  | 2–2   | سلانغور               |
| ---------------------- | ----- | --------------------- |
| شروك 18' · غاياردو 87' | تقرير | أوليفي 34' · حافظ 60' |

| تامبينس روفرز                                         | 4–0   | شيخ جمال دهانموندي |
| ----------------------------------------------------- | ----- | ------------------ |
| محمد 2' · أبو سجاد 33' · يونس 52' · بارمان 54' (ه.ذ.) | تقرير |                    |

| شيخ جمال دهانموندي | 0–2   | سيريس            |
| ------------------ | ----- | ---------------- |
|                    | تقرير | غاياردو 25'، 29' |

| سلانغور | 0–1   | تامبينس روفرز |
| ------- | ----- | ------------- |
|         | تقرير | فازرول 26'    |

| تامبينس روفرز | 1–1   | سيريس       |
| ------------- | ----- | ----------- |
| أبو سجاد 69'  | تقرير | غاياردو 88' |

| شيخ جمال دهانموندي                   | 3–4   | سلانغور                                    |
| ------------------------------------ | ----- | ------------------------------------------ |
| داربو 29' · أونوها 65' · أنسيلمي 66' | تقرير | وليه 39' · غوبيناتان 53' · أوليفي 70'، 83' |

| سيريس                                   | 2–1   | تامبينس روفرز |
| --------------------------------------- | ----- | ------------- |
| بينفي 21' (ركلة.) · غاياردو 36' (ركلة.) | تقرير | محمد 64'      |

| سلانغور              | 2–1   | شيخ جمال دهانموندي |
| -------------------- | ----- | ------------------ |
| حزوان 16' · وليه 89' | تقرير | داربو 35'          |

| شيخ جمال دهانموندي                  | 3–2   | تامبينس روفرز          |
| ----------------------------------- | ----- | ---------------------- |
| داربو 20'، 82' · أونوها 56' (ركلة.) | تقرير | مصطفيتش 44' · محمد 70' |

| سلانغور | 0–0   | سيريس |
| ------- | ----- | ----- |
|         | تقرير |       |

| تامبينس روفرز | 1–0   | سلانغور |
| ------------- | ----- | ------- |
| حنفي 31'      | تقرير |         |

| سيريس                                            | 5–0   | شيخ جمال دهانموندي |
| ------------------------------------------------ | ----- | ------------------ |
| بينفي 7' · غايادرو 9'، 57'، 64' · كريستياينس 70' | تقرير |                    |

### المجموعة س
| م | الفريق          | لعب | ف | ت | خ | أ.له | أ.ع | أ.ف | نقاط | التأهل             |     | KIT | KAY | BAL | NRA |
| - | --------------- | --- | - | - | - | ---- | --- | --- | ---- | ------------------ | --- | --- | --- | --- | --- |
| 1 | كيتشي           | 6   | 4 | 1 | 1 | 8    | 1   | +7  | 13   | مرحلة خروج المغلوب |     | —   | 1–0 | 4–0 | 0–0 |
| 2 | كايا            | 6   | 3 | 1 | 2 | 5    | 2   | +3  | 10   | مرحلة خروج المغلوب |     | 0–1 | —   | 1–0 | 1–0 |
| 3 | باليستيير خالسا | 6   | 2 | 1 | 3 | 6    | 10  | −4  | 7    |                    |     | 1–0 | 0–3 | —   | 3–0 |
| 4 | نيو راديانت     | 6   | 0 | 3 | 3 | 2    | 8   | −6  | 3    |                    | 0–2 | 0–0 | 2–2 | —   |     |

| نيو راديانت                   | 2–2   | باليستيير خالسا    |
| ----------------------------- | ----- | ------------------ |
| عبد الباري 50' · ريلوان 90+3' | تقرير | أيوب 36' · نوح 69' |

| كيتشي              | 1–0   | كايا |
| ------------------ | ----- | ---- |
| روفينو 69' (ركلة.) | تقرير |      |

| كايا           | 1–0   | نيو راديانت |
| -------------- | ----- | ----------- |
| بورتيريا 90+4' | تقرير |             |

| باليستيير خالسا | 1–0   | كيتشي |
| --------------- | ----- | ----- |
| حاسم 31'        | تقرير |       |

| كايا        | 1–0   | باليستيير خالسا |
| ----------- | ----- | --------------- |
| أوغارتي 48' | تقرير |                 |

| كيتشي | 0–0   | نيو راديانت |
| ----- | ----- | ----------- |
|       | تقرير |             |

| نيو راديانت | 0–2   | كيتشي           |
| ----------- | ----- | --------------- |
|             | تقرير | روفينو 17'، 31' |

| باليستيير خالسا | 0–3   | كايا                              |
| --------------- | ----- | --------------------------------- |
|                 | تقرير | أوسي 15' · دانيلز 25' · كلارك 73' |

| كايا | 0–1   | كيتشي      |
| ---- | ----- | ---------- |
|      | تقرير | هاريما 86' |

| باليستيير خالسا              | 3–0   | نيو راديانت |
| ---------------------------- | ----- | ----------- |
| حاسم 23' · علي 32' · نوح 61' | تقرير |             |

| كيتشي                                            | 4–0   | باليستيير خالسا |
| ------------------------------------------------ | ----- | --------------- |
| جوردي 38' · روفينو 50'، 61' · تشنغ تشين لونغ 76' | تقرير |                 |

| نيو راديانت | 0–0   | كايا |
| ----------- | ----- | ---- |
|             | تقرير |      |

### المجموعة ص
| م | الفريق         | لعب | ف | ت | خ | أ.له | أ.ع | أ.ف | نقاط | التأهل             |     | MOH | SCA | YAN | MAZ |
| - | -------------- | --- | - | - | - | ---- | --- | --- | ---- | ------------------ | --- | --- | --- | --- | --- |
| 1 | موهون باغان    | 6   | 3 | 2 | 1 | 14   | 9   | +5  | 11   | مرحلة خروج المغلوب |     | —   | 0–3 | 3–2 | 5–2 |
| 2 | جنوب الصين     | 6   | 3 | 0 | 3 | 9    | 9   | 0   | 9    | مرحلة خروج المغلوب |     | 0–4 | —   | 2–1 | 2–0 |
| 3 | يانغون يونايتد | 6   | 2 | 2 | 2 | 10   | 10  | 0   | 8    |                    |     | 1–1 | 2–1 | —   | 3–2 |
| 4 | مازيا          | 6   | 1 | 2 | 3 | 8    | 13  | −5  | 5    |                    | 1–1 | 2–1 | 1–1 | —   |     |

| يانغون يونايتد                         | 2–1   | جنوب الصين  |
| -------------------------------------- | ----- | ----------- |
| كياو كو كو 19' · مارسيلو فيرنانديز 48' | تقرير | غريفيثس 15' |

| موهون باغان                                   | 5–2   | مازيا                          |
| --------------------------------------------- | ----- | ------------------------------ |
| نورد 19' · لالبيخلوا 33'، 69' · غلين 35'، 72' | تقرير | إيماز 61' · غايكواد 77' (ه.ذ.) |

| مازيا    | 1–1   | يانغون يونايتد |
| -------- | ----- | -------------- |
| رشيد 64' | تقرير | كياو كو كو 87' |

| جنوب الصين | 0–4   | موهون باغان                                        |
| ---------- | ----- | -------------------------------------------------- |
|            | تقرير | رودريغيز 15' · نورد 39' · غلين 44' · لالبيخلوا 83' |

| مازيا                                 | 2–1   | جنوب الصين        |
| ------------------------------------- | ----- | ----------------- |
| رشيد 51' · تشيونغ كين فونغ 68' (ه.ذ.) | تقرير | تشان سيو كوان 36' |

| موهون باغان                   | 3–2   | يانغون يونايتد             |
| ----------------------------- | ----- | -------------------------- |
| نورد 10' · لالبيخلوا 21'، 66' | تقرير | فيرنانديز 34' (ركلة.)، 64' |

| يانغون يونايتد | 1–1   | موهون باغان |
| -------------- | ----- | ----------- |
| أديلسون 26'    | تقرير | غلين 42'    |

| جنوب الصين                          | 2–0   | مازيا |
| ----------------------------------- | ----- | ----- |
| لاو هيو تشونغ 35' · تشان سيو كي 42' | تقرير |       |

| مازيا        | 1–1   | موهون باغان     |
| ------------ | ----- | --------------- |
| عبد الله 65' | تقرير | لالبيخلوا 90+3' |

| جنوب الصين                     | 2–1   | يانغون يونايتد |
| ------------------------------ | ----- | -------------- |
| غريفيثس 40' (ركلة.) · أوال 84' | تقرير | ياماشيتا 24'   |

| موهون باغان | 0–3   | جنوب الصين                                 |
| ----------- | ----- | ------------------------------------------ |
|             | تقرير | لاو هيو تشونغ 18' · غريفيثس 24' · أوال 33' |

| يانغون يونايتد                               | 3–2   | مازيا                   |
| -------------------------------------------- | ----- | ----------------------- |
| فيرنانديز 18' · كي لين 54' · زاو مين تون 66' | تقرير | عبد الله 52' · عيسى 83' |

### المجموعة ط
| م | الفريق            | لعب | ف | ت | خ | أ.له | أ.ع | أ.ف | نقاط | التأهل             |     | JDT | BFC | AYE | LAO |
| - | ----------------- | --- | - | - | - | ---- | --- | --- | ---- | ------------------ | --- | --- | --- | --- | --- |
| 1 | جوهر دار التعظيم  | 6   | 6 | 0 | 0 | 21   | 3   | +18 | 18   | مرحلة خروج المغلوب |     | —   | 3–0 | 8–1 | 3–0 |
| 2 | بنغالورو إف سي    | 6   | 3 | 0 | 3 | 9    | 10  | −1  | 9    | مرحلة خروج المغلوب |     | 0–1 | —   | 5–3 | 2–1 |
| 3 | آياياوادي يونايتد | 6   | 2 | 0 | 4 | 12   | 20  | −8  | 6    |                    |     | 1–2 | 0–1 | —   | 4–2 |
| 4 | لاو تويوتا إف سي  | 6   | 1 | 0 | 5 | 8    | 17  | −9  | 3    |                    | 1–4 | 2–1 | 2–3 | —   |     |

| لاو تويوتا إف سي      | 2–1   | بنغالورو إف سي |
| --------------------- | ----- | -------------- |
| هوما 2' · سيفيلاي 34' | تقرير | فينيت 90'      |

| جوهر دار التعظيم                                                        | 8–1   | آياياوادي يونايتد |
| ----------------------------------------------------------------------- | ----- | ----------------- |
| شفيق 5'، 49'، 63' · دياز 14' · أنتونيو 31' · لوسيرو 82'، 87' · عادل 89' | تقرير | تيها زاو 7'       |

| آياياوادي يونايتد                           | 4–2   | لاو تويوتا إف سي   |
| ------------------------------------------- | ----- | ------------------ |
| تشيزوبا 22'، 32'، 55' · آونغ كياو ناينغ 78' | تقرير | خانتافونغ 64'، 89' |

| بنغالورو إف سي | 0–1   | جوهر دار التعظيم |
| -------------- | ----- | ---------------- |
|                | تقرير | شفيق 55'         |

| آياياوادي يونايتد | 0–1   | بنغالورو إف سي |
| ----------------- | ----- | -------------- |
|                   | تقرير | تشيتري 34'     |

| جوهر دار التعظيم                           | 3–0   | لاو تويوتا إف سي |
| ------------------------------------------ | ----- | ---------------- |
| شفيق 62' (ركلة.)، 74' (ركلة.) · عمري 90+2' | تقرير |                  |

| لاو تويوتا إف سي | 1–4   | جوهر دار التعظيم                                  |
| ---------------- | ----- | ------------------------------------------------- |
| سيفيلاي 42'      | تقرير | صافي 47' (ركلة.) · فضلي 65' · عمري 78' · دياز 82' |

| بنغالورو إف سي                                         | 5–3   | آياياوادي يونايتد               |
| ------------------------------------------------------ | ----- | ------------------------------- |
| فينيت 21' · جورج 61'، 89' · دونغيل 66' · بينغايتشو 81' | تقرير | تيها زاو 44' · تشيزوبا 69'، 78' |

| آياياوادي يونايتد | 1–2   | جوهر دار التعظيم           |
| ----------------- | ----- | -------------------------- |
| تيها زاو 27'      | تقرير | أمير الهادي 31' · صافي 87' |

| بنغالورو إف سي                    | 2–1   | لاو تويوتا إف سي |
| --------------------------------- | ----- | ---------------- |
| لينغدوه 45+1' · كيم سونغ-يونغ 60' | تقرير | هونما 68'        |

| جوهر دار التعظيم                          | 3–0   | بنغالورو إف سي |
| ----------------------------------------- | ----- | -------------- |
| شفيق 70' · صافي 78' · شعاري 90+1' (ركلة.) | تقرير |                |

| لاو تويوتا إف سي             | 2–3   | آياياوادي يونايتد                 |
| ---------------------------- | ----- | --------------------------------- |
| فوماساني 29' · خانتافونغ 87' | تقرير | تشيزوبا 41' · مين مين تو 50'، 81' |

## روابط خارجية
- كأس الاتحاد الآسيوي، the-AFC.com